# Родригес Паррилья, Бруно
Бруно Эдуардо Родригес Паррилья (исп. Bruno Rodríguez Parrilla; род. 22 января 1958) — кубинский дипломат и политик. Занимает должность министра иностранных дел Кубы с 2009 года.

## Биография
Бруно Родригес родился в Мехико в семье инженера Хосе Марии Родригеса Падильи, который занимал высокие должности в правительстве Кубы.
Бруно Родригес Паррилья занимал должность постоянного представителя Кубы при ООН с 1995 по 2003 год. Он был назначен министром иностранных дел 2 марта 2009, заменив Фелипе Перес Роке, выполняя обязанности вице-министра.
25 октября 2011 года Родригес Паррилья выступил перед Генеральной Ассамблеей ООН непосредственно перед ежегодным дополнительным голосованием с призывом к США прекратить эмбарго против Кубы.
20 июля 2015 года Родригес принял участие в церемонии возобновления работы посольства Кубы в Вашингтоне, округ Колумбия, что сделало его первым министром иностранных дел Кубы, который посетил США с дипломатической миссией с 1958 года.

## Награды
- Орден князя Ярослава Мудрого III степени (26 апреля 2011 года, Украина) — за значительный личный вклад в преодоление последствий Чернобыльской катастрофы, реализацию международных гуманитарных программ, многолетнюю плодотворную общественную деятельность[4]
- Орден Сербского флага I степени (26 августа 2022 года, Сербия)[5].